# Britische Tourenwagen-Meisterschaft 1997
Die 40. Saison der Britischen Tourenwagen-Meisterschaft begann nach mehreren Testfahrten am 30. März 1997 in Donington und endete am 21. September 1997 in Silverstone. Nach 24 Rennen siegte der Schweizer Alain Menu (Renault Laguna) vor Frank Biela (Audi A4 Quattro) und Jason Plato (ebenfalls Renault Laguna). Sieger der Konstrukteurswertung wurde Renault.

## Ergebnisse und Wertungen

### Kalender
|        | Datum             | Rennen     | Strecke             | Pole-Position                 | Platz 1           | Platz 2           | Platz 3           |
| ------ | ----------------- | ---------- | ------------------- | ----------------------------- | ----------------- | ----------------- | ----------------- |
| 1, 2   | 30.–31. März      | England    | Donington           | Jason Plato                   | Alain Menu        | Jason Plato       | Kelvin Burt       |
| 1, 2   | 30.–31. März      | England    | Donington           | Jason Plato                   | Alain Menu        | Rickard Rydell    | Frank Biela       |
| 3, 4   | 19.–20. April     | England    | Silverstone         | Jason Plato Alain Menu        | Alain Menu        | Rickard Rydell    | David Leslie      |
| 3, 4   | 19.–20. April     | England    | Silverstone         | Jason Plato Alain Menu        | Alain Menu        | Rickard Rydell    | Jason Plato       |
| 5, 6   | 4.–5. Mai         | England    | Thruxton            | Alain Menu                    | Frank Biela       | Gabriele Tarquini | Alain Menu        |
| 5, 6   | 4.–5. Mai         | England    | Thruxton            | Alain Menu                    | Gabriele Tarquini | Tim Harvey        | Alain Menu        |
| 7, 8   | 17.–18. Mai       | England    | Brands Hatch (Indy) | Alain Menu Gabriele Tarquini  | Alain Menu        | James Thompson    | Jason Plato       |
| 7, 8   | 17.–18. Mai       | England    | Brands Hatch (Indy) | Alain Menu Gabriele Tarquini  | James Thompson    | Gabriele Tarquini | David Leslie      |
| 9, 10  | 25.–26. Mai       | England    | Oulton Park         | Alain Menu                    | Alain Menu        | Jason Plato       | Frank Biela       |
| 9, 10  | 25.–26. Mai       | England    | Oulton Park         | Alain Menu                    | Alain Menu        | James Thompson    | Rickard Rydell    |
| 11, 12 | 14.–15. Juni      | England    | Donington           | Alain Menu                    | Frank Biela       | Alain Menu        | John Bintcliffe   |
| 11, 12 | 14.–15. Juni      | England    | Donington           | Alain Menu                    | Alain Menu        | Tim Harvey        | Frank Biela       |
| 13, 14 | 28.–29. Juni      | England    | Croft               | Alain Menu                    | Alain Menu        | Jason Plato       | Rickard Rydell    |
| 13, 14 | 28.–29. Juni      | England    | Croft               | Alain Menu                    | Alain Menu        | James Thompson    | David Leslie      |
| 15, 16 | 2.–3. August      | Schottland | Knockhill           | John Bintcliffe Frank Biela   | John Bintcliffe   | Frank Biela       | Alain Menu        |
| 15, 16 | 2.–3. August      | Schottland | Knockhill           | John Bintcliffe Frank Biela   | Frank Biela       | John Bintcliffe   | Gabriele Tarquini |
| 17, 18 | 9.–10. August     | England    | Snetterton          | Alain Menu                    | Alain Menu        | James Thompson    | Frank Biela       |
| 17, 18 | 9.–10. August     | England    | Snetterton          | Alain Menu                    | Jason Plato       | Alain Menu        | Gabriele Tarquini |
| 19, 20 | 24.–25. August    | England    | Thruxton            | Rickard Rydell James Thompson | John Bintcliffe   | Frank Biela       | James Thompson    |
| 19, 20 | 24.–25. August    | England    | Thruxton            | Rickard Rydell James Thompson | Frank Biela       | Alain Menu        | James Thompson    |
| 21, 22 | 6.–7. September   | England    | Brands Hatch (Indy) | Frank Biela Anthony Reid      | Frank Biela       | Jason Plato       | Alain Menu        |
| 21, 22 | 6.–7. September   | England    | Brands Hatch (Indy) | Frank Biela Anthony Reid      | Rickard Rydell    | Anthony Reid      | Alain Menu        |
| 23, 24 | 20.–21. September | England    | Silverstone         | Jason Plato Alain Menu        | Alain Menu        | Anthony Reid      | Jason Plato       |
| 23, 24 | 20.–21. September | England    | Silverstone         | Jason Plato Alain Menu        | Jason Plato       | Alain Menu        | Gabriele Tarquini |

## Punktestand

### Fahrer
| Pl. | Fahrer            | Punkte |
| --- | ----------------- | ------ |
| 1.  | Alain Menu        | 281    |
| 2.  | Frank Biela       | 171    |
| 3.  | Jason Plato       | 170    |
| 4.  | Rickard Rydell    | 137    |
| 5.  | James Thompson    | 132    |
| 6.  | Gabriele Tarquini | 130    |

| Pl. | Fahrer          | Punkte |
| --- | --------------- | ------ |
| 7.  | John Bintcliffe | 119    |
| 8.  | David Leslie    | 87     |
| 9.  | Tim Harvey      | 66     |
| 10. | Kelvin Burt     | 60     |
| 11. | Anthony Reid    | 56     |
| 12. | John Cleland    | 44     |

| Pl. | Fahrer        | Punkte |
| --- | ------------- | ------ |
| 13. | Paul Radisich | 41     |
| 14. | Derek Warwick | 33     |
| 15. | Will Hoy      | 27     |
| 16. | Patrick Watts | 26     |

### Konstrukteure
| Pl. | Fahrer  | Punkte |
| --- | ------- | ------ |
| 1.  | Renault | 278    |
| 2.  | Audi    | 210    |
| 3.  | Honda   | 209    |
| 4.  | Volvo   | 191    |
| 5.  | Nissan  | 155    |